# Greentea Peng
Greentea Peng, eigentlich Aria Rachel Adrienne Wells (* Dezember 1994 in London), ist eine britische Pop- und R&B-Musikerin. 2021 war sie mit ihrem Album Man Made in den britischen Charts erfolgreich.

## Biografie
Aria Wells stammt aus dem Londoner Stadtteil Bermondsey im Zentrum südlich der Themse und kommt aus einer Schauspielerfamilie. Zu ihren künstlerischen Aktivitäten gehörte auch das Singen, was aber nur bis ins frühe Teenageralter anhielt. Später geriet sie in eine Medikamentenabhängigkeit, sie ging von zuhause weg und reiste viel durch Lateinamerika. Ihren Künstlernamen leitete sie von der Teemarke Green Tea Seng ab, die sie in Peru entdeckte, abgewandelt mit dem umgangssprachlichen „peng“, was einfach etwas Positives ausdrückt, etwa wie das deutsche „toll“. Während sie in Mexiko in einem Yoga Retreat jobbte, nahm sie an einer Open-Mic-Veranstaltung teil, kam mit einer Band ins Gespräch und wurde ihre Sängerin. Mit Los Hedonistas trat sie eine Zeit lang erfolgreich in dem Land auf.
Nach ihrer Rückkehr nach London blieb sie der Musik treu und begann ab 2018 mit eigenen Veröffentlichungen. Nach Songs wie Moonchild und Loving Kind folgte die EP Sensi. In ihre Musik fließen viele Richtungen wie Reggae, Hip-Hop, Jazz und elektronische Musik ein und sie selbst bezeichnet ihren Stil als „Psychedelic R&B“. Ihre Texte sind oft auch politisch und gesellschaftskritisch.
Ein erster größerer Erfolg war im Sommer 2019 ihr Song Downers, den sie im populären YouTube-Kanal Colors einsang und der über 10 Millionen Aufrufe erreichte. Weitere Songs wie Mr. Sun, Hu Man und Revolution brachten ihr in diesem und dem nächsten Jahr weitere siebenstellige Zugriffszahlen. Das Fernsehen wurde auf sie aufmerksam und im Oktober 2020 trat sie bei Later with Jools Holland auf. Zum Jahreswechsel notierte sie die BBC auf Platz 4 der Sound-of-2021-Liste auf, eine Prognose der vielversprechendsten Newcomer.
Mit Nah It Ain’t the Same folgte im Frühjahr ein weiterer Interneterfolg, bevor im Frühsommer ihr Debütalbum Man Made erschien. Greentea Peng bekam international viel Aufmerksamkeit und erreichte Platz 49 in den britischen Charts sowie Platz 75 in der Schweiz.

## Diskografie
Alben
- Sensi (EP, 2018)
- Rising (EP, 2019)
- Man Made (2021)
- Tell Dem It's Sunny (2025)

Lieder
- Moonchild (2018)
- Loving Kind (2018)
- Medicine (2018)
- Downers (2019)
- Mr. Sun (Miss da Sun) (2019)
- Clockin’ (2019)
- Ghost Town (2020)
- Hu Man (2020)
- Revolution (2020)
- Spells (2020)
- Nah It Ain’t the Same (2021)
- Kali V2 (2021)
- Dingaling (2021)
- Free My People (featuring Simmy & Kid Cruise, 2021)

Mixtape
- GREENZONE 108 (2022)